# إدوارد تومسون (عالم عقيدة)
إدوارد تومسون (بالإنجليزية: Edward Thomson)‏ هو قسيس أمريكي، ولد في 12 أكتوبر 1810 في Portsea Island ‏ في المملكة المتحدة، وتوفي في 21 مارس 1870 في ويلينغ في الولايات المتحدة.